# 베인 시험
베인 시험(vane test)는 현장에서 점토의 비배수 전단강도를 측정하기 위해 실시하는 시험이다. '베인'이라는 봉 끝에 십자 모양의 회전 날개가 달린 장치를 땅에 관입시키고 이것을 돌림으로써 전단강도 계산에 필요한 강도정수들을 구한다. 점토 시료를 채취할 필요가 없어서 시료 교란을 일으키지 않고도 시험을 할 수 있다는 장점이 있다.

## 계산
베인을 돌리는 최대 모멘트를 {\displaystyle M_{max}}라 하면, 점착력(비배수 전단강도) c는
{\displaystyle c={\frac {M_{max}}{\pi D^{2}({\frac {H}{2}}+{\frac {D}{6}})}}}

## 참고 문헌
- 이인모 (2013). 《토질역학의 원리》 2판. 씨아이알. ISBN 9791156100096.